# Flavan-3-ol

Structura moleculară a flavan-3-olului

Flavan-3-olii (sau simplu flavanolii) alcătuiesc o clasă de flavonoide a căror structură chimică se bazează pe structura flavan-3-olului (IUPAC: 2-fenil-3,4-dihidro-2H-cromen-3-ol). Se regăsesc într-o mare varietate de surse vegetale și prezintă structuri variate, exemple fiind: catechină, galat de epicatechină, epigalocatechină, galat de epigalocatechină, proantocianidine, teaflavine, tearubigine. La plante, au un rol în procesele de apărare.